# Adel Abdel-Mehdi
Pour les articles homonymes, voir Mehdi.
Adel Abdel-Mehdi ou Adil Abd al-Mahdi (en arabe : عادل عبد المهدى), né le 1er janvier 1942 à Bagdad, est un homme d'État irakien, Premier ministre du 25 octobre 2018 au 7 mai 2020.
Abdel-Mahdi a été membre jusqu'en 2017 du puissant parti chiite du Conseil islamique irakien suprême, ou SIIC. Longtemps basé en Iran voisin, le groupe est opposé à une administration du pays par les États-Unis tout en maintenant des liens étroits avec des groupes soutenus par les Américains qui se sont opposés à Saddam Hussein, y compris les Kurdes et le Congrès national irakien. Il est l'un des vice-présidents de la République, avec Tareq al-Hachemi, de la mise en place de l'État irakien qui a suivi les élections de janvier 2005 jusqu'en 2011. Il a été ministre du Pétrole de septembre 2014 à mars 2016. Nommé Premier ministre en octobre 2018 pour succèder à Haïder al-Abadi, il est contraint de démissionner le 29 novembre 2019 à la suite d'importantes manifestations. Il quitte officiellement ses fonctions le 7 mai 2020.

## Biographie

### Jeunesse et militantisme
Fils d'un combattant de la guérilla de 1920, Adel Abdel-Mehdi a fait ses études au collège des jésuites de Bagdad. Il entre dans le parti Baas au début des années 1960, mais s'en sépare en 1964. Sous la présidence de Kassem, il fut jugé pour ses idées nationalistes arabes et fut emprisonné. Puis en février 1963, il fut libéré par la Révolution baasiste. À la suite de cette libération, Adel Abdel-Mehdi est nommé vice-président de l’Union nationale des étudiants irakiens.

### Exil en France et études universitaires
Mais il décide de s'exiler en France en 1969. Adel Abdel-Mehdi est francophone. En France, il a été responsable de l'Institut français des études islamiques. Il a aussi eu quatre enfants, tous citoyens français. En France, il est attiré par les idées marxistes et devient un militant communiste à tendance maoïste.
Économiste, il a obtenu un doctorat en économie et a également étudié les sciences politiques. Il est l'auteur d'une encyclopédie arabe en sciences économiques.

### Carrière politique

#### Débuts
Il a été le représentant du Conseil suprême de la révolution islamique en Irak (CSRII) en Iran en 1992-1996. Il est président du CSRII, qui a adhéré à l'Alliance irakienne unifiée.
Il est intervenu plusieurs fois comme médiateur dans la crise relative à la recherche nucléaire en Iran.[réf. nécessaire]

#### Vice-présidence de la République et ministères
Il est ministre des finances de 2004 à 2005. 
Il est élu vice-président de la République en 2005 et réélu en 2006.
En 2006, il se présente à la candidature du poste de Premier ministre irakien. Il est alors le vice président de l'AUI.
En 2007, Adel Abdel-Mehdi est victime d'un attentat qui fera quatre morts mais il s'en sort n'étant que légèrement blessé.
En septembre 2014, lors du changement de gouvernement, il est nommé ministre du Pétrole du gouvernement de Haider al-Abadi qui remplace alors Ibrahim al-Jaafari comme Premier ministre.
En mars 2016, il propose sa démission au Premier ministre Haider al-Abadi après que ce dernier a annoncé sa volonté de former un gouvernement de technocrates. Al-Abadi refuse sa démission mais Abdel-Mahdi démissionne tout de même et est remplacé par Fayadh Nema.

#### Premier ministre
Le 3 octobre 2018, il est désigné Premier ministre par le nouveau président Barham Salih.
Depuis le 1er octobre 2019, il est la cible de manifestations qui se déroulent à travers le pays, et qui ont fait près de 100 morts et 3 000 blessés. De son côté, Moqtada al-Sadr, membre de la coalition gouvernementale, et dont le parti est arrivé en tête des législatives de 2018, appelle à la démission du gouvernement et à des législatives anticipées. Le 29 octobre, Hadi al-Amiri et Moqtada al-Sadr retirent leur confiance au gouvernement.
Le 29 novembre, il annonce sa démission. Le Parlement l'accepte le 1er décembre. Néanmoins, il reste en poste en attente de trouver un remplaçant adéquat. Mohammed Taoufiq Allaoui est désigné le 1er février 2020 pour le remplacer. Prévu fin février 2020, le vote de confiance est reporté à trois reprises du fait d'un quorum non atteint. Le 1er mars, il renonce à former un gouvernement, tandis qu'Abdel-Mehdi annonce quitter ses fonctions le 2 mars. Le président de la République, un vice-Premier ministre ou un ministre doit assurer l'intérim. Le président de la République doit alors nommer un nouveau candidat, sans consulter les partis. Les vice-Premiers ministres Fouad Hussein et Thamir al-Ghadhban assurent l'intérim,,. Le 17 mars, Adnan al-Zourfi est chargé de former un gouvernement. Le 9 avril 2020, ne pouvant rassembler une majorité autour d'un gouvernement, celui-ci retire sa candidature. Moustafa al-Kazimi est à son tour chargé de former un gouvernement. Celui-ci prend ses fonctions le 7 mai.

### Carrière dans la reconstruction
- Adjoint de Abdul Aziz al-Hakim dans le conseil de gouvernement qui négociait avec l'Autorité alliée provisoire.
- Ministre des Finances dans le gouvernement intérimaire de Iyad Allaoui (Il était en fait le candidat du CSRII au poste de premier ministre, dans le gouvernement de transition, mais a laissé la place à Ibrahim al-Jaafari, après des compromis à l'intérieur de l'Alliance unifiée irakienne, le 15 février 2005). C'est sous son mandat de Ministre des Finances que la dette irakienne a été considérablement réduite (à hauteur de 80 %) lors d'un accord historique en 2003 au Club de Paris réunissant les principaux États créanciers de L'Irak.
- Il était vice-président depuis avril 2005, et a donc été reconduit en avril 2006.
- Il plaide depuis juin 2009 pour faire reconnaître les crimes orchestrés à l'encontre du peuple irakien comme des crimes contre l'humanité.